# Maria Grazia Frijia
Maria Grazia Frijia (La Spezia, 9 agosto 1974) è una politica italiana.

## Biografia

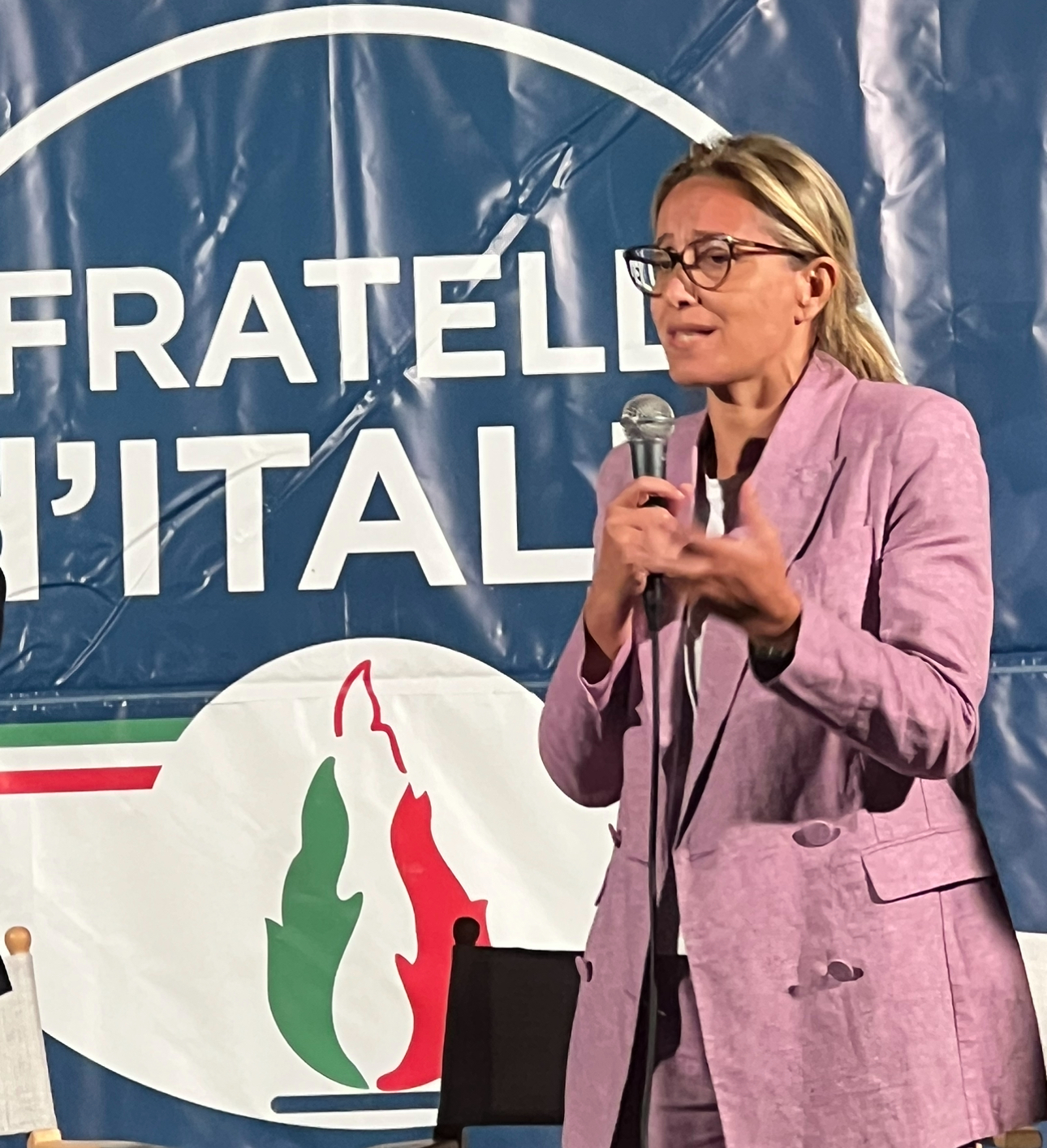
On Frijia durante un suo intervento alla Festa dei Patrioti a La Spezia 2023

Nata a La Spezia il 9 agosto 1974, si è diplomata in pianoforte al Conservatorio Giacomo Puccini e ha frequentato la facoltà di giurisprudenza dell'Università di Pisa.
Già Consigliere comunale di La Spezia dal 2007, tra il 2017 e il 2022 è stata Assessore (ordinamento italiano) con deleghe a turismo, toponomastica, gemellaggi e cooperazione internazionale, promozione della città, portualità, Palio del golfo e progetto musealizzazione sommergibile nella giunta di Pierluigi Peracchini, che a partire dal 6 luglio 2022 la nomina Vicesindaco della città.
Alle elezioni politiche anticipate del 2022 viene eletta alla Camera dei deputati nel collegio plurinominale Liguria - 01 nelle liste di Fratelli d'Italia, rimanendo comunque in carica come vicesindaco.
Nel gennaio del 2025 viene nominata vice coordinatore regionale del partito con delega sulla provincia di La Spezia.